# Kaija-Liisa Keskivitikka
Kaija-Liisa Keskivitikka (Rovaniemi, 11 november 1945) is een schaatsster uit Finland. Ze vertegenwoordigde haar vaderland op de Olympische Winterspelen 1964 in Innsbruck en de Olympische Winterspelen 1968 in Grenoble.

## Resultaten

### Olympische Spelen
| Jaar | Plaats    | Resultaten                                               |
| ---- | --------- | -------------------------------------------------------- |
| 1964 | Innsbruck | 16e 500 meter 8e 1000 meter 8e 1500 meter 10e 3000 meter |
| 1968 | Grenoble  | 18e 500 meter 8e 1000 meter 6e 1500 meter 4e 3000 meter  |

### Wereldkampioenschappen
| Jaar | Plaats       | Resultaten   |
| ---- | ------------ | ------------ |
| 1964 | Kristinehamn | 22e Allround |
| 1965 | Oulu         | 16e Allround |
| 1966 | Trondheim    | 13e Allround |
| 1967 | Deventer     | 14e Allround |
| 1968 | Helsinki     | 14e Allround |
| 1969 | Grenoble     | 13e Allround |

### Europese kampioenschappen
| Jaar | Plaats     | Resultaten   |
| ---- | ---------- | ------------ |
| 1970 | Heerenveen | 15e Allround |

### Finse kampioenschappen
| Jaar | Allround |
| ---- | -------- |
| 1962 | Brons    |
| 1963 | Zilver   |
| 1964 | Zilver   |
| 1965 | Zilver   |
| 1966 | Zilver   |
| 1967 | Zilver   |
| 1968 | Zilver   |
| 1969 | 6e       |
| 1970 | Brons    |

## Persoonlijke records
| Afstand    | Tijd    | Datum           | Baan     |
| ---------- | ------- | --------------- | -------- |
| 500 meter  | 47,40   | 18 januari 1969 | Karstula |
| 1000 meter | 1.34,10 | 1 februari 1969 | Grenoble |
| 1500 meter | 2.25,80 | 6 februari 1968 | Grenoble |
| 3000 meter | 5.03,90 | 6 februari 1968 | Grenoble |